# Striatoppia lanceolata
Striatoppia lanceolata är en kvalsterart som beskrevs av Hammer 1972. Striatoppia lanceolata ingår i släktet Striatoppia och familjen Oppiidae. Inga underarter finns listade i Catalogue of Life.